# Menippe mercenaria
Menippe mercenaria is een krabbensoort uit de familie van de Menippidae. De wetenschappelijke naam van de soort is voor het eerst geldig gepubliceerd in 1818 door Say.